# Sukabelulik
Sukabelulik ist ein osttimoresischer Ort im Suco Sanirin (Verwaltungsamt Balibo, Gemeinde Bobonaro). Er liegt in einer Meereshöhe von 37 m im Südwesten der Aldeia Caco.
Die Häuser des Ortes verteilen sich entlang einer Straße, die nach Nordwesten zum Dorf Nu Badac (Suco Batugade) an der Sawusee führt. Dabei quetscht sich die Straße zwischen dem Fluss Leometik im Süden und dem Berg Taruik Laharuiti (211 m) im Norden durch, der das südliche Ende des Massivs des Foho Lauleun bildet, bis sie die Berge umrundet hat. Hier enden Straße und Ort auf einer kleinen Ebene östlich der Berge, an einem Zufluss des Leometiks. Der kleine Friedhof des Ortes befindet sich hier. Andere Verkehrswege gibt nicht.
Bis 2015 gehörte Sukabelulik noch zum Suco Batugade.